# اچ‌ام‌سی‌اس پروایدر (ای‌اوآر ۵۰۸)

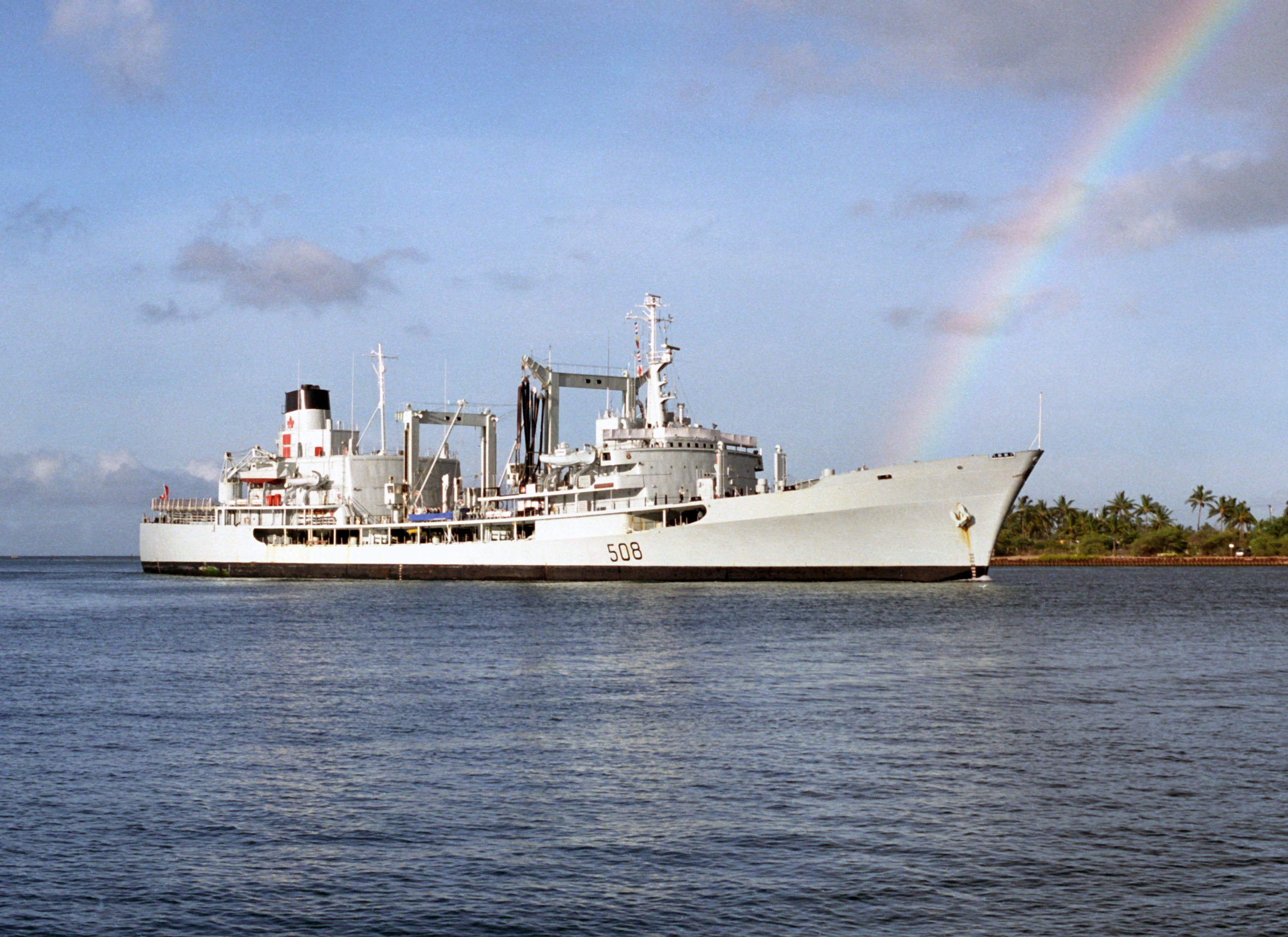
اچ‌ام‌سی‌اس پروایدر (ای‌اوآر ۵۰۸) در سال ۱۹۸۶

اچ‌ام‌سی‌اس پروایدر (ای‌اوآر ۵۰۸) (به انگلیسی: HMCS Provider (AOR 508)) یک کشتی بود که طول آن ۱۶۸ متر (۵۵۱ فوت) بود. این کشتی در سال ۱۹۶۲ ساخته شد.